# Orom (Kanjiža)
Orom (serbocroata cirílico: Ором) es un pueblo de Serbia perteneciente al municipio de Kanjiža en el distrito de Banato del Norte de la provincia autónoma de Voivodina.
En 2011 tenía 1423 habitantes, casi todos étnicamente magiares.
En la segunda mitad del siglo XIX, el lugar era una finca rústica perteneciente a Csantavér en el reino de Hungría. En Orom se construyó una estación de ferrocarril que daba servicio a Csantavér, pero no se formó ningún poblado ferroviario, por lo que fueron construyéndose numerosas casas aisladas en el campo, a las que se fueron dando servicios públicos, como una escuela en 1892-1893. El asentamiento fue fundado por magiares procedentes principalmente de Felső-Magyarország y los alrededores de Szeged. En 1948, el gobierno de Yugoslavia reconoció a Orom como un pueblo.
Se ubica a medio camino entre Subotica y Kanjiža sobre la carretera 300.